# 300
Évszázadok: 2. század – 3. század – 4. század
Évtizedek: 250-es évek – 260-as évek – 270-es évek – 280-as évek – 290-es évek – 300-as évek – 310-es évek – 320-as évek – 330-as évek – 340-es évek – 350-es évek
Évek: 295 – 296 – 297 – 298 –  299 – 300 – 301 – 302 – 303 – 304 – 305

## Események

### Római Birodalom
- Constantius Chlorus és Galerius caesarokat választják consulnak.
- Constantius Chlorus a rajnai limes mentén legyőzi a frankokat, akiket betelepít Gallia elnéptelenedett vidékeire.

### Kína
- Huj császár nagybátyja, Sze-ma Lun meggyőzi Csia Nanfeng császárnét és régenst, hogy Jü trónörökös (Huj legidősebb, egyik ágyasától származó fia) veszélyt jelent rá. Csia császárné meggyilkoltatja Jüt, de Sze-ma Lun a gyilkosságra hivatkozva lemondatja a császárnét, akit bebörtönöznek és később öngyilkosságra kényszerítenek. A régensi pozíciót Sze-ma Lun veszi át.

### Korea
- Pongszang király önkényeskedései miatt felkelés fenyeget Kogurjóban. Miniszterei végül puccsal megdöntik hatalmát és a király két fiával együtt öngyilkos lesz. A miniszterek visszahívják és megkoronázzák unokaöccsét, Micshont, aki korábban életét féltve elmenekült.

### Japán
- Véget ér a Jajoi-kor és megkezdődik a Kofun-kor (hozzávetőleges időpont).

## Születések
- Csin Min-ti, kínai császár
- Aemilia Hilaria, római orvosnő
- Li Sou, a kínai Cseng Han-dinasztia császára
- Egyiptomi Szent Makariosz, remete
- Veronai Szent Zénó, keresztény mártír

## Halálozások
- Csia Nanfeng, kínai császárné
- Pongszang kogurjói király

## Fordítás
- Ez a szócikk részben vagy egészben  a(z)   300 című angol Wikipédia-szócikk ezen változatának fordításán alapul.  Az eredeti cikk szerkesztőit annak laptörténete sorolja fel. Ez a jelzés csupán a megfogalmazás eredetét és a szerzői jogokat jelzi, nem szolgál a cikkben szereplő információk forrásmegjelöléseként.